# Шуйский, Иван Дмитриевич Губка
Ива́н Дми́триевич Гу́бка Шу́йский (ок. 1515 — ок. 1560) - князь из рода Шуйских. Сын Дмитрия Васильевича Шуйского, внук Василия Фёдоровича Китая. Считается предком литовских Шуйских (Szujski/Szuyski).

## Биография
Около 1534 года бежал в Литву. Для того, чтобы остальные родичи не последовали за Иваном Губкой, с оставшихся Шуйских были собраны поручные записи. В 1536 г. Сигизмунд I пожаловал Ивану Дмитриевичу двор Теребунь в Берестском повете, а в 1542 г. дачу по 80 копъ литовских грошей в год. Князь Шуйский активно участвовал в 1540-х годах в работе комиссарского суда в Вильно. Фигурирует в документах вплоть до 1555 г. Портрет И. Д. Шуйского хранился в Спасо-Преображенской церкви в Витебске, куда он бежал в 1534 г. вплоть до XVII в.

## Семья
Был женат на Марине Богдановне Боговитиной. Известно, что имел сына Мануила (ум. до 1580 г.) и Иоанна (Яна) (ум. 3 февраля 1610 г.). Потомство князя Губки разделилось на две отрасли, одна из которых поселилась в Литве, другая на Волыни, последняя пресеклась в XIX в., слившись с родом Марченко.